# Rutger Beke
Rutger Beke (* 8. August 1977 in Halle) ist ein ehemaliger belgischer Triathlet und mehrfacher Ironman-Sieger (2007, 2009).

## Werdegang
Als 17-Jähriger kam Rutger Beke zum Triathlon.
1996 und 1997 wurde er Belgischer Jugend-Staatsmeister Triathlon.
2002 wurde er Dritter bei der Langdistanz-Weltmeisterschaft in Nizza.

### Ironman Hawaii 2003
2003 wurde er Vize-Weltmeister beim Ironman Hawaii (Ironman World Championships).
In die Medien geriet Beke auch durch seinen vermeintlichen Dopingmissbrauch: Er wurde 2004 bei der A- und B-Probe positiv auf EPO getestet und für 18 Monate gesperrt. Ein Jahr später lieferte die Universität in Leuven den Beweis, dass er nicht positiv war. Beim Belgier kam es aufgrund harten Trainings zu einer Nieren-Unterfunktion. Hierdurch gelangten Proteine in den Urin, die den Test verfälschten. Ein belgisches Gericht sprach den Triathleten schließlich frei. Schadensersatzklagen gegen die Welt-Anti-Doping-Agentur (WADA) und die beiden beteiligten Labors laufen.
Im Mai 2011 erklärte er nach acht Jahren als Profi-Athlet das Ende seiner aktiven Laufbahn.

## Sportliche Erfolge
| Datum/Jahr    | Rang | Wettbewerb                                     | Austragungsort   | Zeit     | Bemerkung                                   |
| ------------- | ---- | ---------------------------------------------- | ---------------- | -------- | ------------------------------------------- |
| 6. Juni 2010  | 11   | Challenge Kraichgau                            | Bad Schönborn    | 04:05:07 |                                             |
| 25. Juli 2010 | 10   | Antwerp Ironman 70.3                           | Antwerpen        | 04:00:22 |                                             |
| 25. Juli 2010 | 11   | Wildflower Triathlon                           | Lake San Antonio | 04:15:34 |                                             |
| 2. Aug. 2009  | 8    | Antwerp Ironman 70.3                           | Antwerpen        | 03:50:55 |                                             |
| 4. Apr. 2009  | 15   | Ironman 70.3 California                        | Oceanside        | 04:08:19 |                                             |
| 2. Juli 2006  | 2    | Antwerp Ironman 70.3                           | Antwerpen        |          |                                             |
| 2005          | 1    | Ironman 70.3 Monaco                            | Monaco           | 04:31:46 |                                             |
| 3. Apr. 2004  | 3    | Ralph′s California Half-Ironman                | Oceanside        | 04:07:22 |                                             |
| 5. Apr. 2003  | 2    | Ralph′s California Half-Ironman                | Oceanside        | 04:00:05 | Zweiter hinter dem US-Amerikaner Tim DeBoom |
| 17. Aug. 2002 | 1    | International Triathlon Weiswampach            | Weiswampach      | 02:02:58 |                                             |
| 1997          | 1    | BEL Triathlon National Championship Junior Men | Belgien          |          | Nationaler Jugend-Staatsmeister Triathlon   |
| 1996          | 1    | BEL Triathlon National Championship Junior Men | Belgien          |          | Nationaler Jugend-Staatsmeister Triathlon   |

| Datum/Jahr    | Rang | Wettbewerb                                      | Austragungsort | Zeit     | Bemerkung                                                                                        |
| ------------- | ---- | ----------------------------------------------- | -------------- | -------- | ------------------------------------------------------------------------------------------------ |
| 28. Nov. 2010 | 10   | Ironman Mexico                                  | Cozumel        | 08:46:28 |                                                                                                  |
| 13. März 2010 | 25   | Abu Dhabi International Triathlon               | Abu Dhabi      | 07:10:01 |                                                                                                  |
| 29. Nov. 2009 | 1    | Ironman Mexico                                  | Cozumel        | 08:18:40 | Sieger bei der Erstaustragung des Ironman auf der mexikanischen Insel Cozumel.                   |
| 11. Okt. 2008 | 3    | Ironman Hawaii                                  | Hawaii         | 08:21:23 |                                                                                                  |
| 22. Juni 2008 | 4    | Ironman France                                  | Nizza          | 08:55:11 |                                                                                                  |
| 15. Apr. 2007 | 1    | Ironman Arizona                                 | Tempe          | 08:21:17 |                                                                                                  |
| 21. Okt. 2006 | 4    | Ironman Hawaii                                  | Hawaii         | 08:21:04 |                                                                                                  |
| 23. Juli 2006 | 3    | Ironman USA                                     | Lake Placid    | 08:46:44 |                                                                                                  |
| 15. Okt. 2005 | 4    | Ironman Hawaii                                  | Hawaii         | 08:22:30 |                                                                                                  |
| 16. Okt. 2004 | 5    | Ironman Hawaii                                  | Hawaii         | 08:54:23 |                                                                                                  |
| 18. Okt. 2003 | 2    | Ironman Hawaii                                  | Hawaii         | 08:28:25 |                                                                                                  |
| 9. Nov. 2002  | 3    | Ironman Florida                                 | Panama City    | 08:35:07 |                                                                                                  |
| 22. Sep. 2002 | 3    | ITU Long Distance Triathlon World Championships | Nizza          | 06:22:52 | Die WM auf der Langdistanz wurde 2002 im Rahmen des Triathlon International de Nice ausgetragen. |

(DNF – Did Not Finish)